# 성빈
최윤하(1995년 9월 27일 ~)는 대한민국의 트로트 가수이다. 2020년 싱글 앨범 [그 사람]으로 데뷔했다. 이전 예명은 '성빈'이었다. 별명은 사천의 딸이다.

## 학력
- 인천재능대학교 실용음악과

## 방송
- 전국노래자랑 (2018) - 경상남도 사천시 편 우수상
- K트롯 서바이벌 골든마이크 (2019) - Top33
- 내일은 미스터트롯 (2020) - Top47
- 헬로트로트 (2021) - Top77(67위)
- 불타는 트롯맨 (2022) - Top13(12위)
- 미스터트롯3 (2024) - Top54

## 음반
- 내일은 미스터트롯 예선곡 베스트 (2020)
- 내일은 미스터트롯 스페셜 반주 MR 1 (2020)
- 코로나 이겨낼거야 (2020)
- 성빈 1st (2020)

## 공연
- 2020 트롯젠틀맨 전국투어콘서트 - 부산 (2020)
- VOICE TO VOICE : 신성x장서영x성빈 (2020)
- 불타는 트롯맨 전국투어 콘서트 - 서울 (2023) 4월 29일 ~ 30일
- 불타는 트롯맨 전국투어 콘서트 - 광주 (2023) 5월 6일
- 불타는 트롯맨 전국투어 콘서트 - 인천 (2023) 5월 13일

## 수상
- 제3회 보령머드가요제 대상 (2018)
- 제3회 삼천포아가씨가요제 대상 (2013)
- KBS 전국노래자랑 사천편 우수상 (2018)